# Corny-sur-Moselle
Corny-sur-Moselle é uma comuna francesa na região administrativa de Grande Leste, no departamento de Mosela. Estende-se por uma área de 8,2 km². Em 2010 a comuna tinha 2 242 habitantes (densidade: 273,4 hab./km²).